# صموئيل كينغ
صموئيل كينغ (بالإنجليزية: Samuel King)‏ هو رسام أمريكي، ولد في 24 يناير 1749 في نيوبورت في الولايات المتحدة، وتوفي بنفس المكان في 20 ديسمبر 1819.

## معرض صور

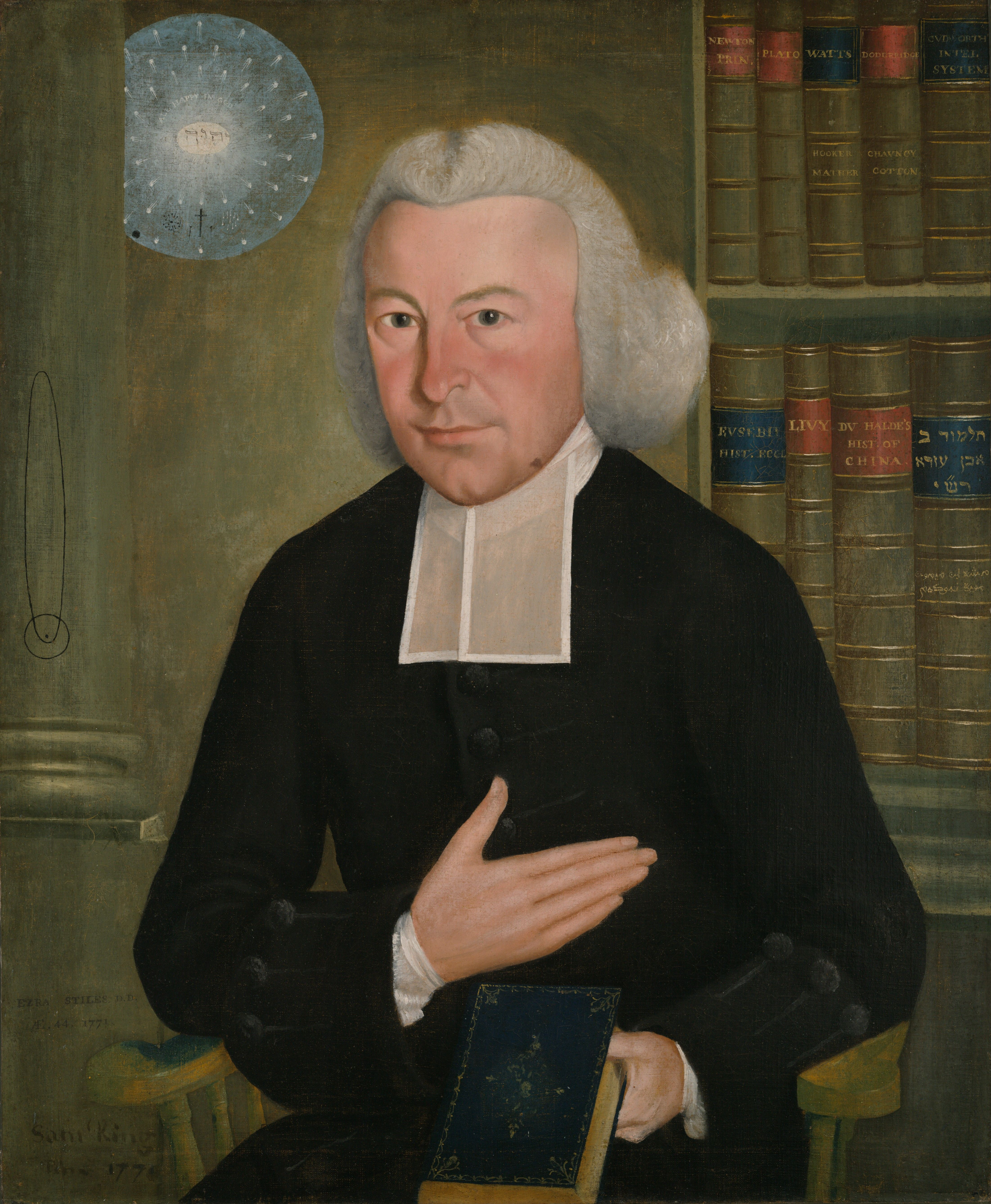
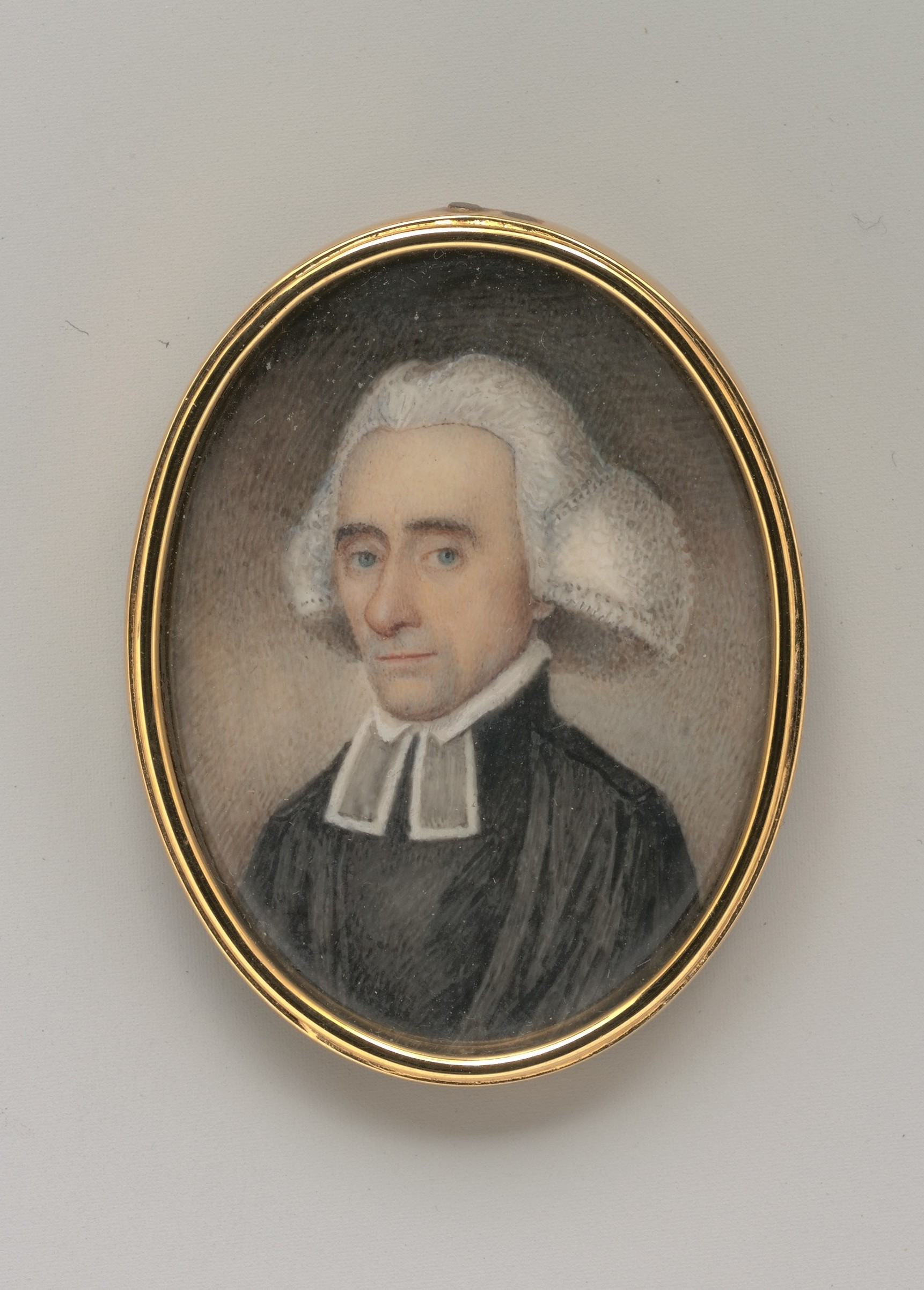
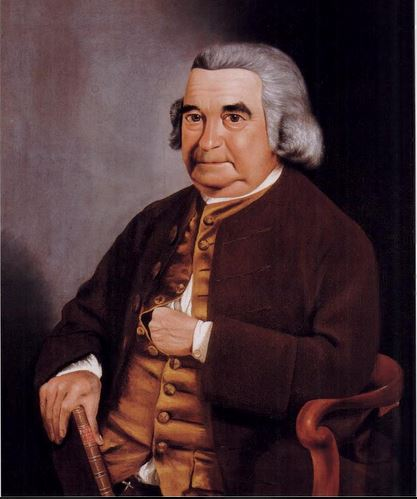